# عياش بن عباس القتباني
عياش بن العباس القتباني أبو عبد الرحيم الحميري القتباني المصري، تابعي ومحدث سكن مصر، من أئمة الحديث وهو ثقة، توفي سنة ثلاث وثلاثين ومائة.

## روايته للحديث النبوي
روى عَن: أبي النَّضر سَالم فِي النِّكَاح وَأبي عبد الرحمن الحبلي فِي الْجِهَاد.
روى عَنهُ: حَيْوَة بن شُرَيْح والمفضل بن فضَالة وَسَعِيد بن أبي أَيُّوب، والليث بن سعد، وابنه عبد الله بن عياش.

## الجرح والتعديل
- قال أبو بكر البزار: مشهور.
- قال أبو حاتم الرازي: صالح.
- قال أبو دواد السجستاني: ثقة.
- قال أحمد بن شعيب النسائي: ليس به بأس.
- قال أحمد بن صالح الجيلي: ثقة.
- قال ابن حجر العسقلاني: ثقة.
- قال الدارقطني: في سؤالات أبي عبد الرحمن السلمي، قال: روى عنه الليث وابنه عبد الله.
- قال الذهبي: وثقه.
- قال يحيى بن معين: ثقة.[3]